# 反對逃犯條例修訂草案運動過程 (2019年7月)
反對《逃犯條例》修訂草案運動在2019年7月1日開始激進化，之後運動轉向社區化。
| 2019年          | 尚未開始 | 尚未開始 | 3月至6月 | 3月至6月 | 3月至6月 | 3月至6月 | 7月 | 8月 | 9月    | 10月   | 11月   | 12月 |
| 2020年          | 1月      | 2月至4月 | 2月至4月 | 2月至4月 | 5月      | 6月      | 7月 | 8月 | 9月    | 10月   | 11月   | 12月 |
| 2021年          | 1月      | 2月      | 3月      | 4月      | 5月      | 6月      | 7月 | 8月 | 9-11月 | 9-11月 | 9-11月 | 12月 |
| 2022年1月或以後 |          |          |          |          |          |          |     |     |        |        |        |      |

## 1日

### 7·1 大遊行
2019年遊行主題為「撤回惡法 林鄭下台」，旨在延續該團體對修訂《逃犯條例》的訴求與目標。遊行當日下午，由於有示威群眾試圖衝入立法會，警方聲稱基於公共安全曾要求主辦方將原定的遊行改期或修改遊行終點。主辦方初時拒絕相關要求，及後因保障遊行人士安全，宣佈將遊行終點改為中環遮打道行人專用區，遊行得以如期進行。主辦單位公佈有55萬人參與，打破2003年、2004年及2014年紀錄。

### 7·1 立法會衝突

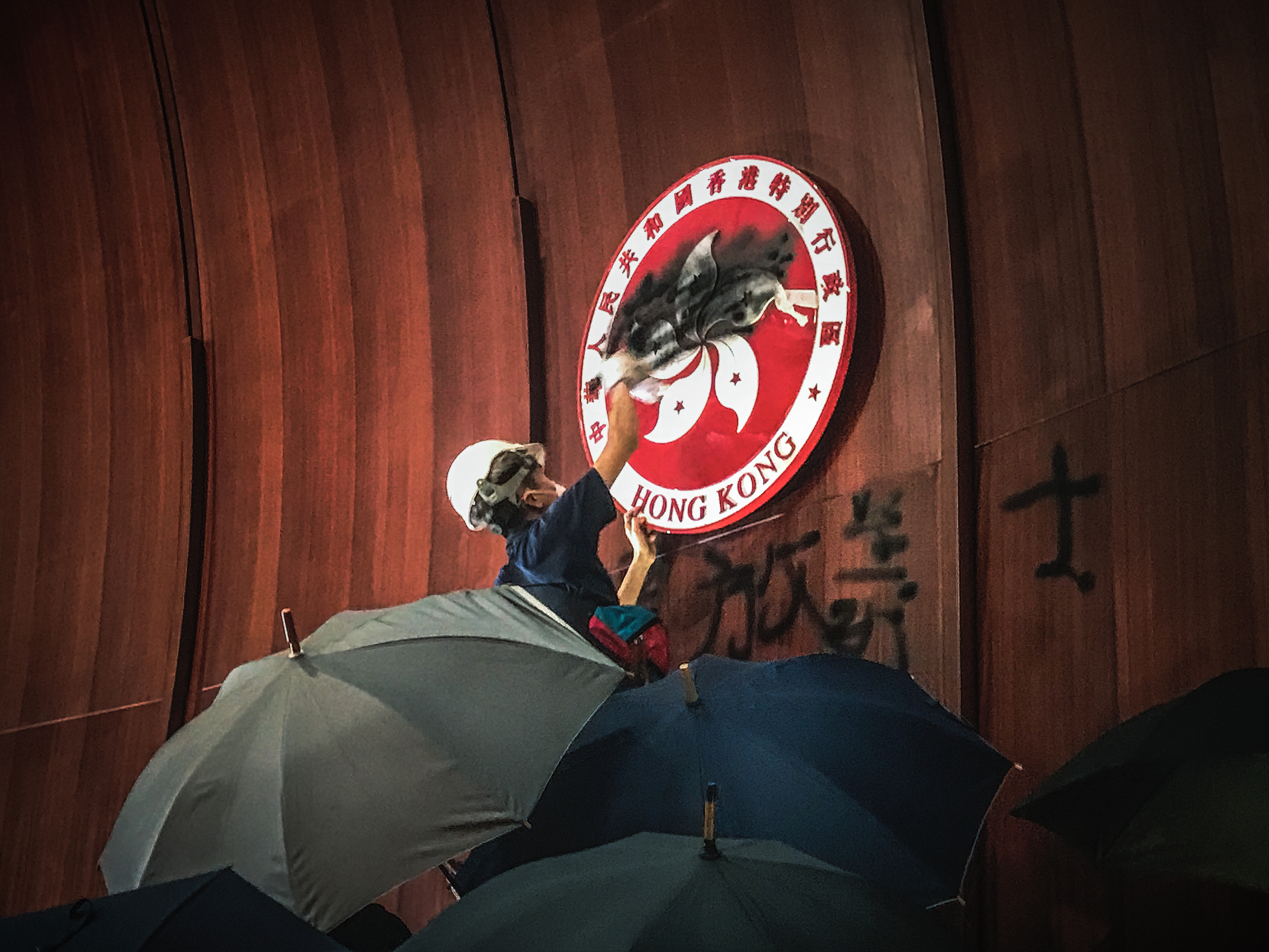
立法會會議廳牆上香港區徽被噴黑

7月1日凌晨起，群眾於金鐘、添馬與灣仔一帶集會，旨在要求釋放被捕示威者與阻止香港特別行政區成立22週年升旗典禮舉行。凌晨近3時，有示威者降下立法會綜合大樓示威區的中華人民共和國國旗，並升上一幅「黑洋紫荊旗」，而香港特區區旗則被下半旗。下午，示威者再在金紫荊廣場升起黑洋紫荊旗，並將區旗下半旗。下午1點半，示威者開始衝擊立法會。數十名示威者在立法會添美道入口手持大鐵枝和以垃圾回收鐵籠車多度撞向立法會綜合大樓的落地玻璃，大樓落地玻璃碎裂。夜晚近九時，示威者成功進入大樓。立法會首次被佔領三小時，示威者在立法會内破壞設施，塗黑區徽，有示威者拿出港英旗，有在立法會大樓圓柱上用噴漆噴上「是你教我們和平遊行是沒用的」字樣。有電視機被損毀，職員辦公室文件散在地上，影印機、文件架和電腦被推跌。升降機大堂和閉路電視的設備亦被破壞。保安室內大批職員門卡及電腦硬碟被偷走。

## 3日

### 特首邀大專學生會閉門會議
行政長官林鄭月娥在7月3日透過科技大學高層，邀請香港科技大學學生會出席閉門會議。7月4日，科大學生會表明拒絕，表示「不敢亦不可能代表所有抗爭者」，並提出三項對話條件，回應五大訴求（完全撤回修例、收回暴動定義、撤銷反送中抗爭者控罪、成立獨立調查委員會追究警隊濫權責任、立即實踐真雙普選）、會面須包含各界別代表，以及公開對話，又斥責政府「切勿妄想可以如雨傘革命般脅學界以令天下」和促請政府「停止重覆無意義表態」。中文大學學生會向媒體表示，校方高層曾與學生會提及政府欲邀請會面，但未有收到正式邀請及詳請，暫未交代學生會立場。其餘的香港大專院校香港大學學生代表、浸會大學學生會、理工大學學生會、城市大學臨委會，香港教育大學學生會、香港演藝學院學生會及嶺南大學學生會代表會則表示暫未收到政府的會面邀請，當中嶺南大學學生會代表會認為，林鄭月娥聲言會與學生對話，但明顯是「誠意不足，得過且過，違反承諾」。
在雨傘運動期間曾是運動標記的「學聯五子」之一的鍾耀華在臉書發文，提及林鄭月娥在雨傘運動期間以政務司司長身分與學聯五子對話一事，他批評林鄭月娥每次都是以「對話」來「解決人」，而不是「解決問題」，他又提及林鄭月娥在囍帖街殺街事件中與居民見面後即「殺街」，在保留皇后碼頭事件中與示威者對話後即「殺碼頭」，且重置皇后碼頭的承諾至今沒有兌現；以及在雨傘運動與學生對話後「清場」，抗爭者也被打壓。鍾耀華批評，林鄭月娥每次都是為了拖延，以消弭民氣，然後再「反噬」抗爭者。
7月5日，八所大專院校學生代表召開聯合記者會，向傳媒表示拒絕與林鄭月娥舉行閉門會議，又指一邊談判，一邊捉人毫無誠意。就與特首會晤，大專學界提出兩個要求：一、政府永不追究6月9日至7月1日反修例的示威者，不以非法集會及暴動罪等「不公條例」檢控示威者；二、會面須公開透明，需包括各界代表，會面內容需記錄，作日後檢討會面成果有否達到，亦必須有傳媒及公眾在場。港大學生代表彭家浩表示沒有收到特首邀請會面，他對林鄭月娥到事態發展至今才邀請學生會面感到失望，批評只邀請科大及中大學生會是「選擇性」會面。他又指出5年前雨傘運動的電視直播辯論般沒有公眾在場，如這次會面跟當年一樣如出一轍，學生會便不會接受；彭家浩又指出，示威者使用進取手段爭取訴求是因為政府一直未作妥善回應，認為政府須負最大責任，他又擔心閉門會議會「死無對證」，若林鄭月娥能滿足以上要求，大專學界會考慮會面，亦代表其態度有轉變。

## 6日

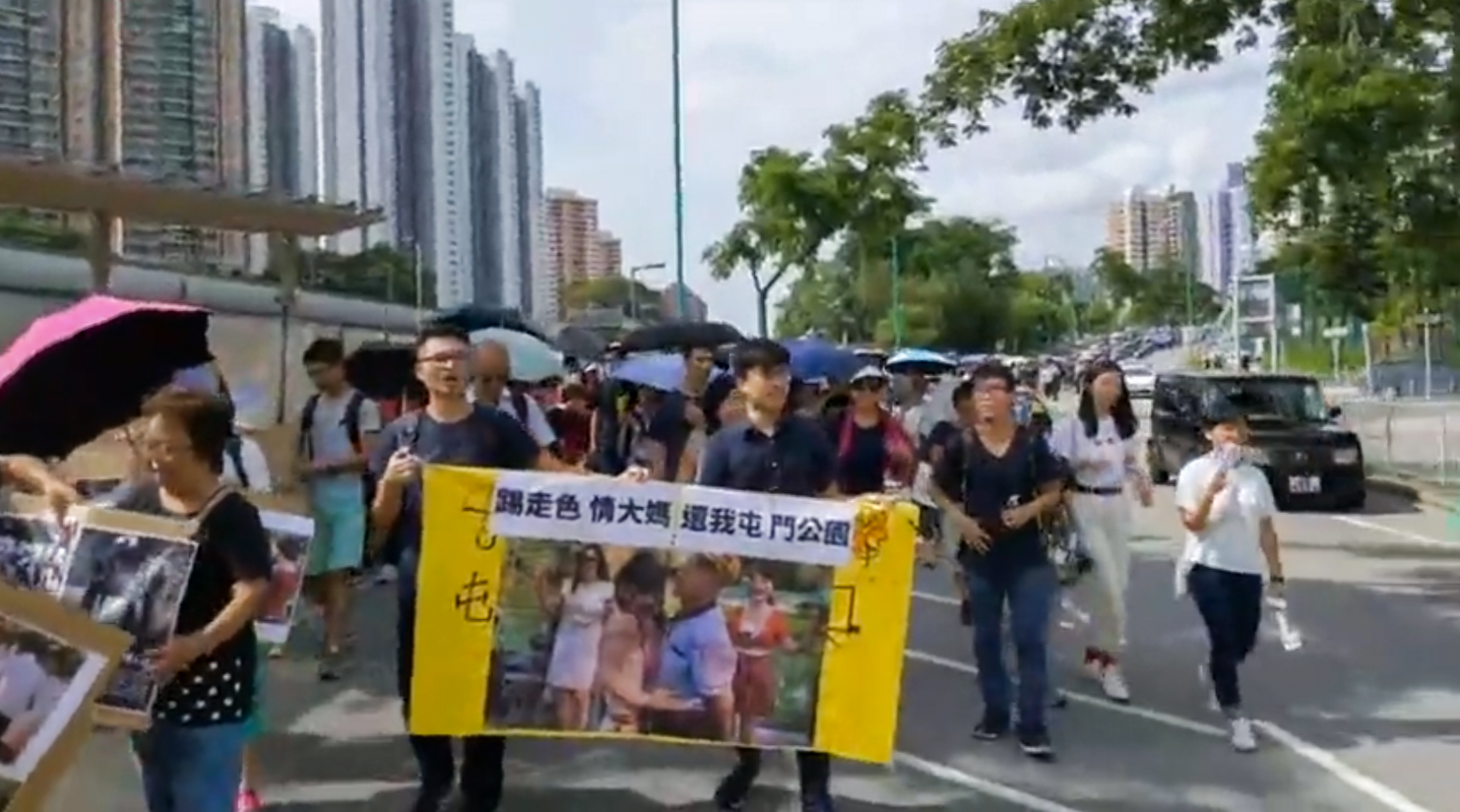
屯門鄉事會路的遊行人士帶了橫額

連登用戶提議來日的行動以民生議題為主軸，以爭取強調「和理非」的反送中人士，甚至是「藍絲」（撐警人士）支持。第一個相關行動為7月6日「光復屯門行動」，前往屯門公園驅逐被指騷擾行人和有傷風化的內地「大媽」。並以「勿摸活家禽」等口號諷刺她們的舞蹈低俗不雅，影響香港市容，亦有壞社會倫理。

## 7日

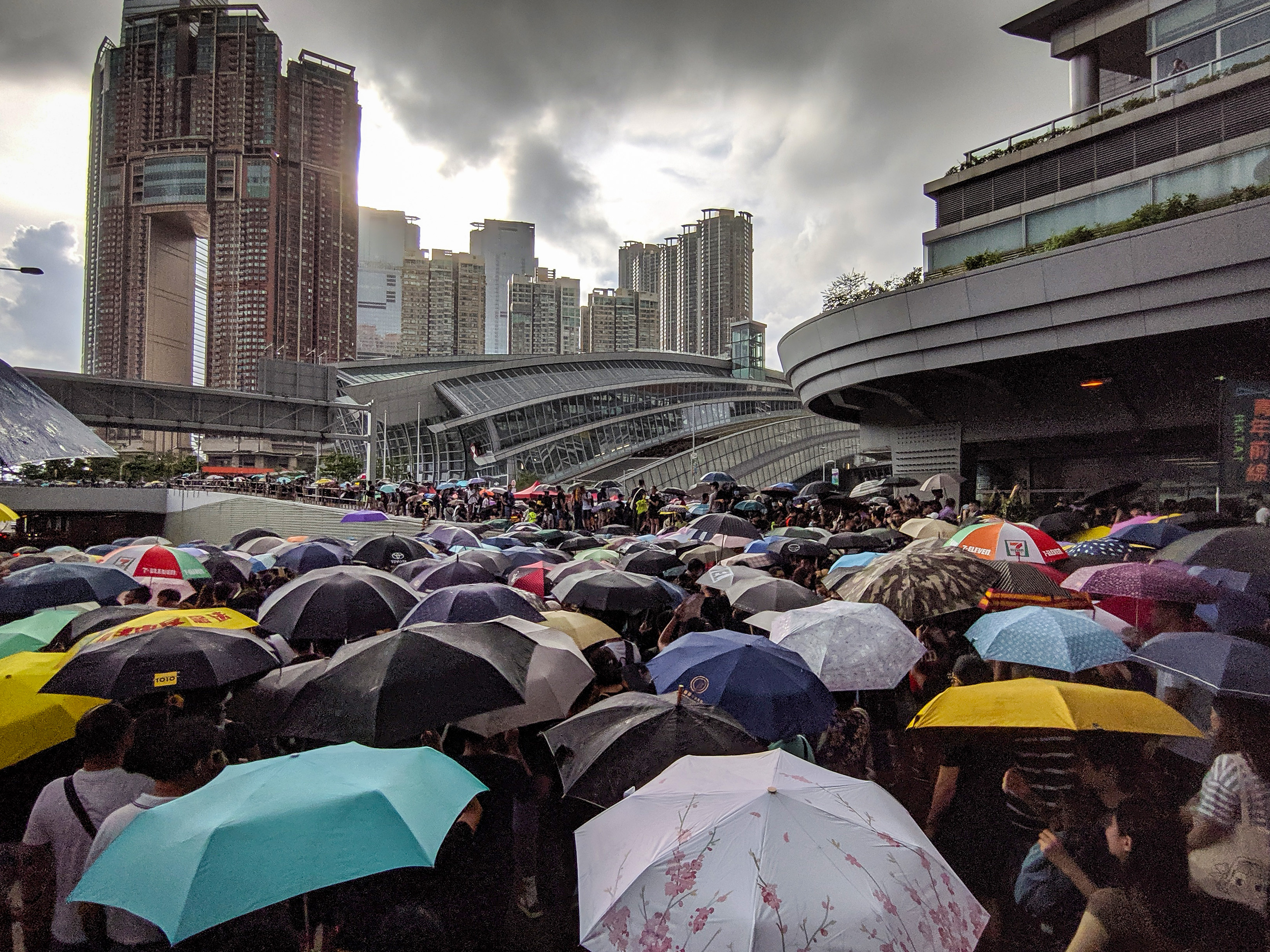
7月7日，大批市民遊行到高鐵西九龍站外抗議

網民發起於7月7日由梳士巴利道公園沿九龍公園徑遊行至高鐵西九龍站外匯民道。遊行前夕，警方以水馬圍封西九龍站。港鐵關閉多個出入口，並設立檢查站，只容許持有有效車票的人士進入車站。港鐵亦停售當日中午至晚上的車票。遊行當日，除原訂路線外，附近彌敦道、廣東道等亦有大量遊行人士。大會最終宣布有23萬人參與，警方則公布高峰期有5.6萬人。
遊行結束後，仍有大批市民於油尖旺多處聚集，多人沿彌敦道馬路往旺角方向前行，警方於亞皆老街及彌敦道交界築成人牆阻止示威者繼續向前。警民一度對峙，示威者及後開始緩慢後退，警察繼而推進防線。警方後於山東街包抄，示威者四散，並繼續撤退，場面混亂。其後，示威者與警員一度口角，多處亦發生警察懷疑推撞、襲擊、喝罵記者及路人、阻礙採訪、對示威者濫用武力等事件。至7月8日凌晨約2時，大部分示威者散去。香港攝影記者協會7月8日凌晨發表聲明，嚴厲譴責警方於清場期間，多次推撞、喝罵、甚至襲擊記者，阻礙採訪，妨礙新聞自由。

## 13日

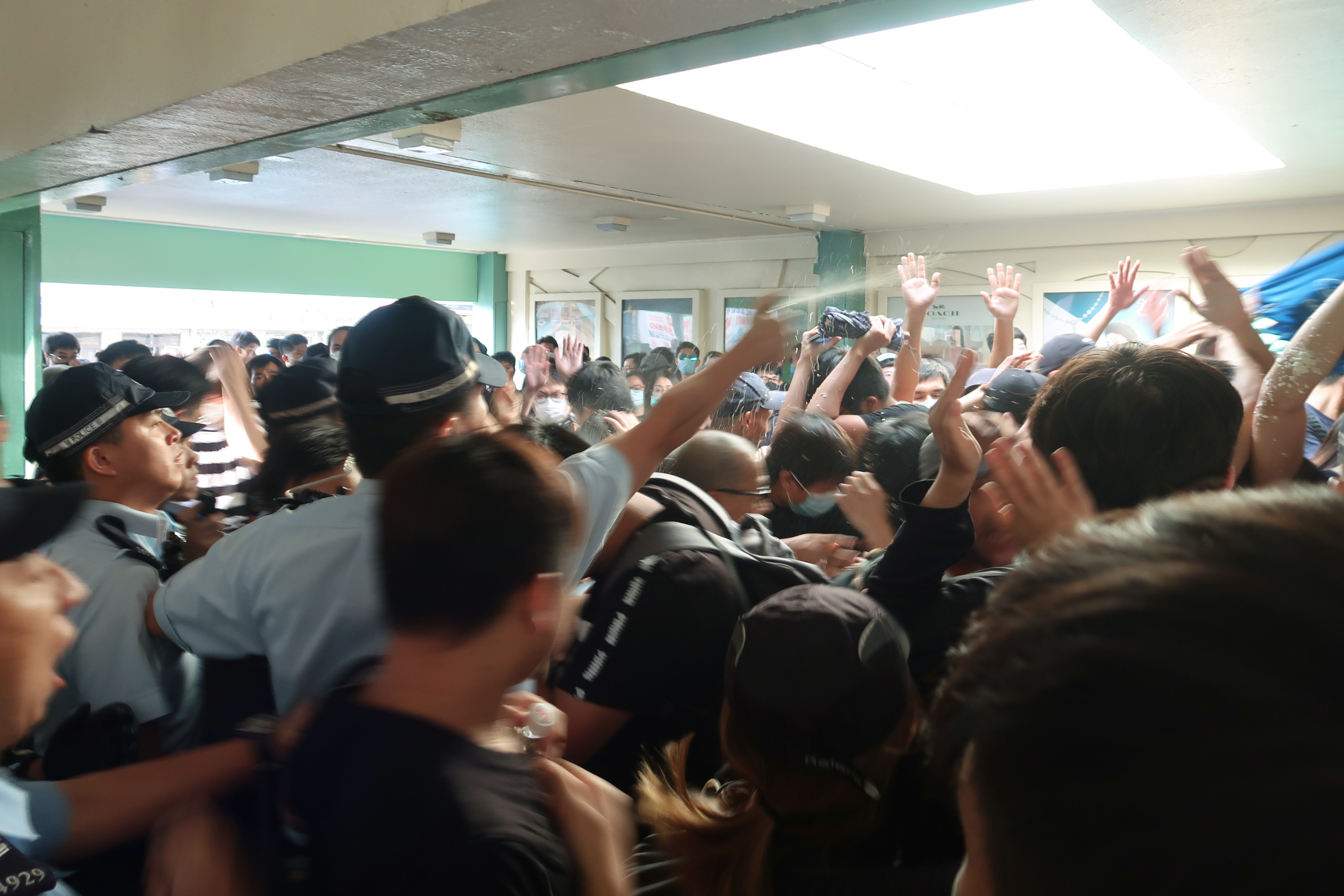
警員在上水廣場天橋上向示威者施放胡椒噴霧

其後，網民及北區水貨客關注組於7月13日發起「光復上水」反水貨客遊行，要求政府正視水貨客問題及取消一周一行。事件再次引發多次警民衝突。有示威者佔據馬路和包圍藥房，亦有示威者向警方投擲雜物和鐵枝。警方以胡椒噴霧及警棍驅趕。事件造成多名警員、示威者及記者受傷。大部分示威者於警方晚上清場行動前散去。有現場人士質疑警方的清場行動過激和暴力。

## 14日

### 沙田區遊行

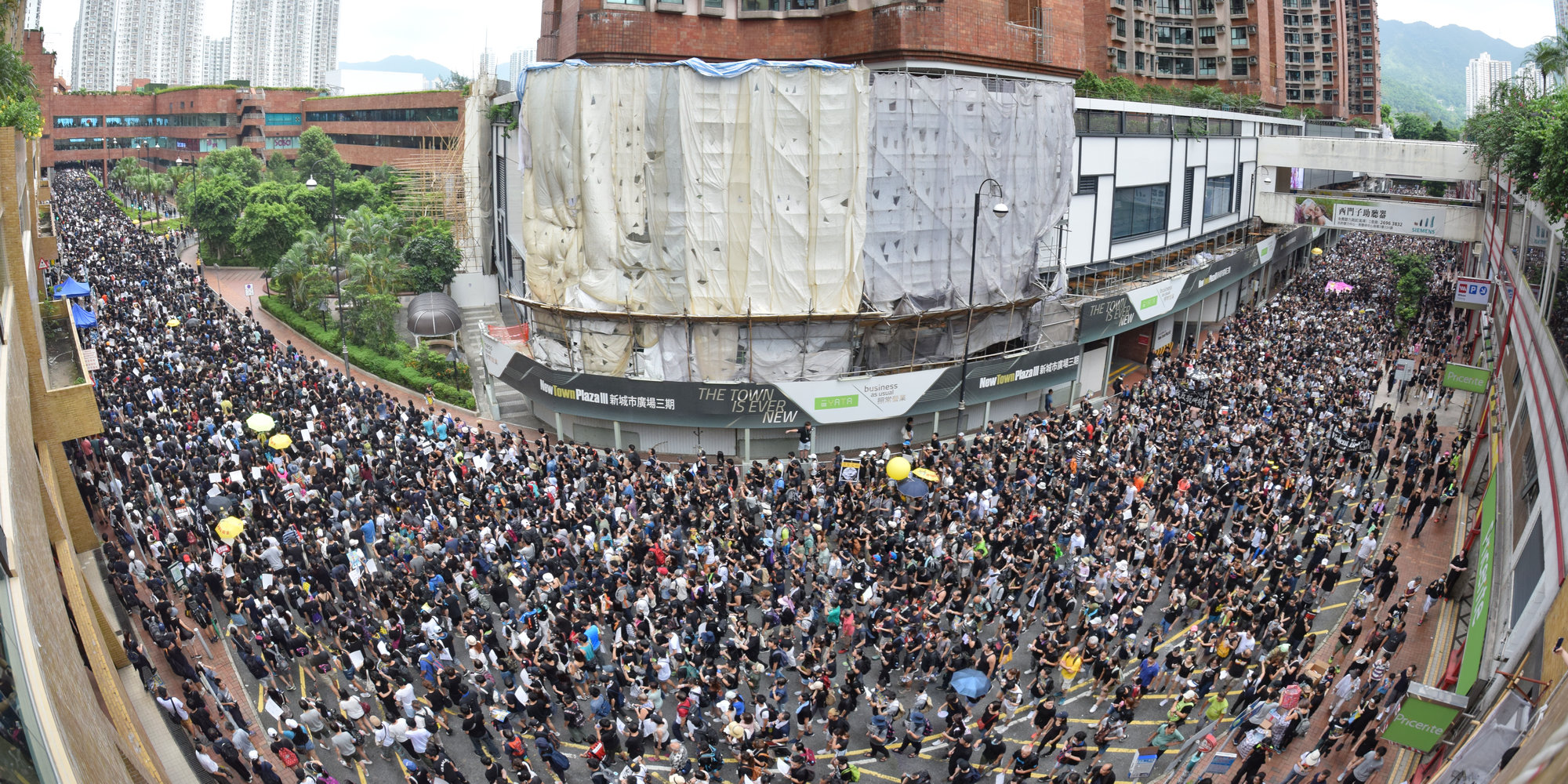
遊行人士經過沙田正街新城市廣場3期（全景圖）

香港網民交託沙田區社區組織「沙田一隅」，在2019年7月14日舉辦的反對修訂逃犯條例遊行，旨在重申政府須落實「五大訴求」，即撤控示威者、取消暴動標籤、追究開槍責任、按議事規則撤回修例，以及實行雙普選，以及反對取消選舉參選人資格和聲援沙田區議會討論反修例動議。
是次遊行是逃犯條例修訂草案推出以來，首次有民眾於新界舉辦反對逃犯條例修訂草案遊行，而遊行亦已得到香港警務處發出不反對通知書。遊行路線由大圍翠田街足球場出發，途徑沙田新城市廣場一帶的馬路，目的地是位於排頭的港鐵沙田站公共運輸交匯處。
下午5時許，源禾路和沙田鄉事會路交界有示威者拒絕按不反對路線行走，並佔據馬路。近6時半，瀝源邨、城門河邊有大量防暴警察戒備，並實行封路。部分示威者轉至沙田大會堂。該處原定舉行有關梁天琦的香港紀錄片《地厚天高》放映會，並獲不反對通知書至晚上11時，但因封路而導致放映器材未能進場，結果決定取消，並改為安全點供示威者休息和暫避，並改為分享會集會。但到晚上9時15分，防暴警察向沙田正街推進。部分則進入沙田廣場和新城市廣場，警員將部分出口被封鎖，不准市民進入。另一批防暴警察往大會堂百步梯範圍以粗口及揮動手上警棍盾牌等裝備，要求集會人士立即離開，其中33名示威者被警方包圍，並被檢查身分證，其後涉嫌非法集結被捕。不過根據不反對通知書，該處一帶位置批准為合法集會，警方不可隨意清場。
15分鐘後，連城廣場和新城市廣場連接沙田站閘口的位置被警察一字排開封鎖，新城市廣場和沙田中心的天橋亦有防暴警察進駐，大批路人無法選擇離開，有市民質疑警方禁錮市民。之後，沙田中心管理處職員與門外防暴警員協調後，警方稍向後退，管理處職員則安排示威者分批離開商場。同一時間，有示威者向地面投擲物品，好運中心商場和4樓住宅平台有大批防暴警員進駐，並在地下商場帶走多人，示威者紛紛離開。而鄰近的沙田中心4樓住宅平台也多名軍裝警員戒備，引起街坊發生口角和不滿。

### 新城市廣場流血衝突
由於警方封鎖新城市廣場的出入口，逾千人一度被困商場。晚上9時40分左右，新城市廣場情況急轉直下，示威者要求警方開通往車站的通道。晚上10時08分，過百名防暴警察和佩槍警員從公共運輸交匯處，地下羅馬廣場和沙田中心等多個位置包抄衝入新城市廣場驅散示威者，並在商場中庭施放胡椒噴劑。示威者反抗，在商場多處爆發流血衝突。部分軍裝警員則跑上商場4樓和5樓進行搜捕行動，此時在4樓再度施放胡椒噴劑，並揮警棍追打市民和制服部分人，現場最後有多位示威者被捕，多名警員和市民倒地受傷。期間有絕食者到場聲援示威者，但也被警察武力驅趕。
晚上10時10分，港鐵宣布東鐵線列車不停沙田站，引發恐慌。大批示威者經沙田站進入月台乘車離開。示威者亦阻擋列車開出，希望讓更多人安全離開。縱使港鐵在十多分鐘後表示列車服務回復正常，列車將會繼續停沙田站，但未能說服示威者讓列車開出。立法會的譚文豪議員則表示「列車唔停嘅話，我跳落路軌截停佢OK？」﹙列車不停的話，我跳下軌道截停它好嗎？﹚。最終因為列車未能正常關門，所有乘客在晚上近11時落車，其後下一班列車抵達同一月台，意味列車服務已經回復正常。
晚上10時40分多，防暴警察等逐漸離開新城市廣場。商場衝突的情況在晚上11時左右結束和落幕，現場一片混亂，地面遺下大灘血漬。大部分店舖收拾好後，翌日重新營業，中庭混亂情況亦已經被清理。
大批市民批評新城市廣場引領警察進場的做法。沙田區議員丘文俊認為管理公司授權防暴警察進入商場，結果變成戰場是「犯下大錯」，反之金鐘太古廣場在6月12日不准許警方進內拘捕的做法，是「簡直一天一地」。而熟悉商場運作的人士表示，除非商場報警或場內發生大型事故，商場並不會隨便讓警員進場。大量警員進入商場只會引起場內顧客感到恐慌，而且商戶也會以「生意受影響」為由投訴。認為管理公司的保安帶領警員進入商場，是代表高層已預先得悉和批准有關行動。

### 無綫電視商場活動被狙擊
無綫電視藝人馬國明出席紅磡置富都會公眾活動，約50名「追星運動」示威者出現，手持標語並大叫「無綫新聞，出賣港人」，大會即時將音樂開大聲，想以聲音掩蓋示威聲音，可是並不成功。

## 15日

### 100多名市民不滿新城市廣場管理處手法 包圍顧客服務中心

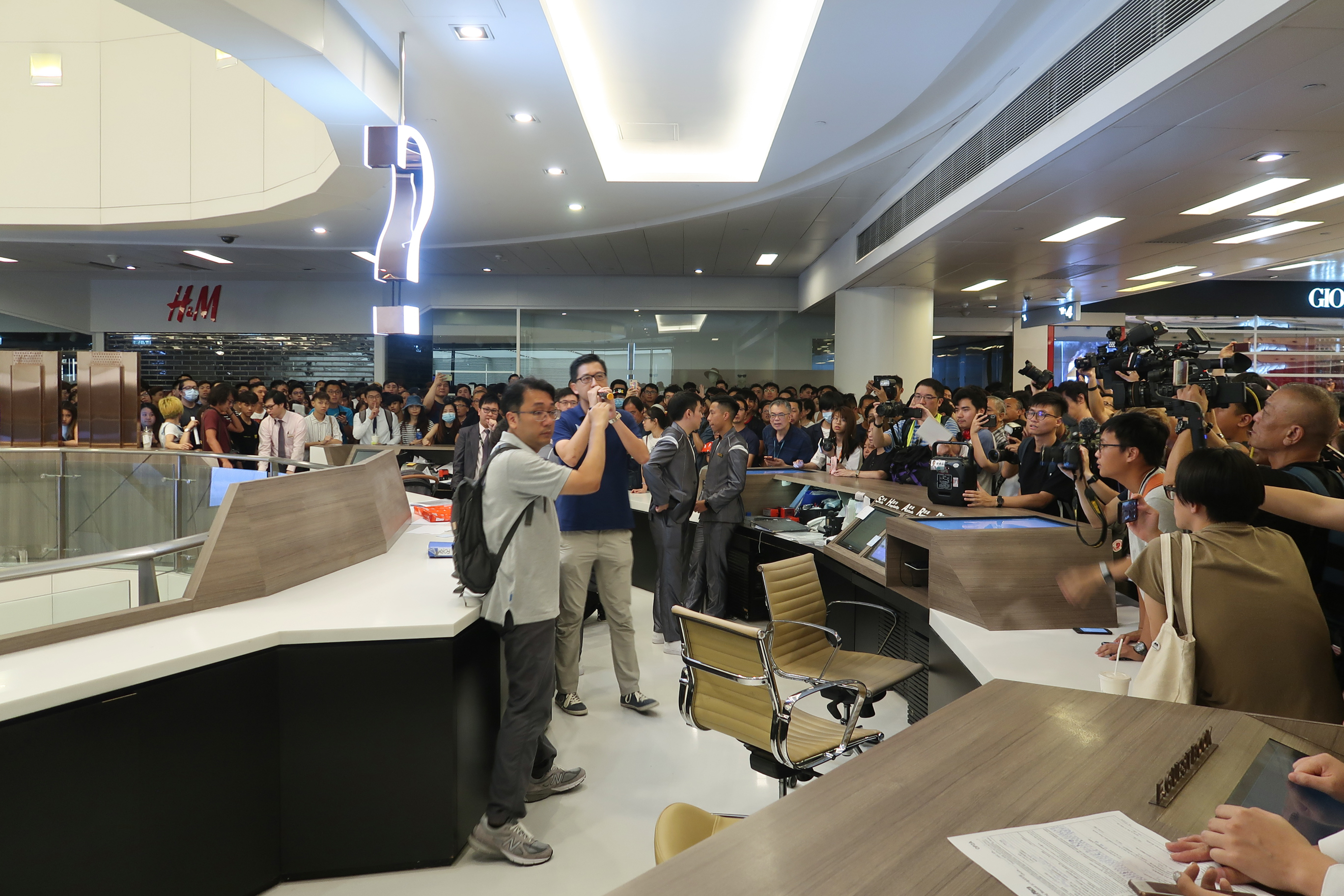
7月16日，民主黨新界東立法會議員林卓廷一度到場調停，呼籲大家不要做暴力行為，但遭大批市民指罵和要求離開

7月15日晚上10時，有100多名市民因不滿新城市廣場就此事之處理手法，到商場4樓的顧客服務中心抗議，並質問職員為何昨日商場內會有大量警察，是否有人報警或有職員帶警員入內。職員否認有報警，但沒有回應其他問題。而在場市民不滿意其回應，繼續包圍詢問處，其間不時起哄。之後市民要求新鴻基地產對之前的問题在傍晚6時前回應，否則將於晚上8時再到新城巿廣場詢問處抗議。其後7月16日至7月20日繼續有數百名市民包圍顧客服務中心聚集和坐在通道上抗議，周邊多處牆身再度變成「連儂牆」。亦有市民在H&M張貼抗議海報，並提供私隱專員公署投訴表格以及投訴方法，呼籲示威人士投訴商場疑洩漏個人資料。

## 17日

### 新鴻基地產舉行傳媒閉門茶聚 公開7.14 閉路電視片段
因應坊間廣泛關注，新鴻基地產旗下租務部及啟勝管理服務於傍晚舉行傳媒閉門茶聚，並公開事發當日之4條閉路電視片段及安排兩名當日涉事職員到場以作回應，商場表明並不知悉警方之執法行動，亦不能妨礙或阻止任何人士進出商場，啟勝管理服務有限公司董事總經理陳錦輝表示，商場方面經此事後希望警方顧及大眾市民安全才採取行動，並已向警方反映意見。
而新鴻基地產在茶聚後再次發表聲明，表示就事件所造成之混亂而令市民、商場顧客和商戶失望深表歉意，並於翌日在香港多份中、英文報章中以廣告形式刊登聲明內容。
然而，當晚7時起，繼續有數百名市民包圍顧客服務中心抗議，又指好運中心不是該方向，而顧客服務中心全日暫停服務。位於3樓和4樓的大部分商戶在晚上7時已拉閘不營業。到8時55分，近20名市民到新城市廣場服務處，希望能找員工回應，並在門外貼相及字條，以表達不滿。

## 20日

### 警搗破「爆炸品倉庫」
在7月20日，有組織罪案及三合會調查科根據線報持法庭搜查令搜查荃灣德士古道一工廠大廈。警方聲稱在行動中至少發現1公斤的TATP、10枚電油燃燒彈、一批武器及鏹水。此外，現場還有一堆反修例標語及「香港民族陣線」的衣服，27歲男子盧溢燊因涉嫌無牌管有爆炸品被警方當場拘捕。其後警方在荃灣和上水拘捕涉嫌「無牌藏有爆炸品」的25歲侯姓及鄧姓男子。香港民族陣線同日在Telegram及Facebook發文，承認被捕男子是組織成員，已有律師協助保釋。發言人梁頌恆稱，倉庫一直只存放音響及其他宣傳物資，不知為何有爆炸品在單位內，也無任何製作爆炸品的計畫。警方疏散大廈居民，派爆炸品處理課到場處理爆炸品，部分爆炸品被運往天台銷毀，另一批陸續移離現場。

### 「藤條教仔」論
同日，親中派組織「守護香港大聯盟」在金鐘添馬公園舉行「守護香港集會」，多位親中派議員、官員、商會代表及明星出席。集會人士宣示反暴力及支持警察標語。大會發言嘉賓《香港經濟日報》創辦人兼副社長石鏡泉，於台上呼籲支持者以藤條和塑膠「水喉通」（水管）教訓示威青年，台下回應「好」及鼓掌。此言與翌日在元朗發生的暴力事件吻合。有港資內地公司動員員工跨境參加集會，派出巴士負責接載，部分人士操普通話或中國地方方言。集會人士離開時，撕毀金鐘連儂牆上的標語及紙張。大會宣佈共有31.6萬人參與集會，警方稱高峰時期有10.3萬人。

## 21日

### 港島區遊行

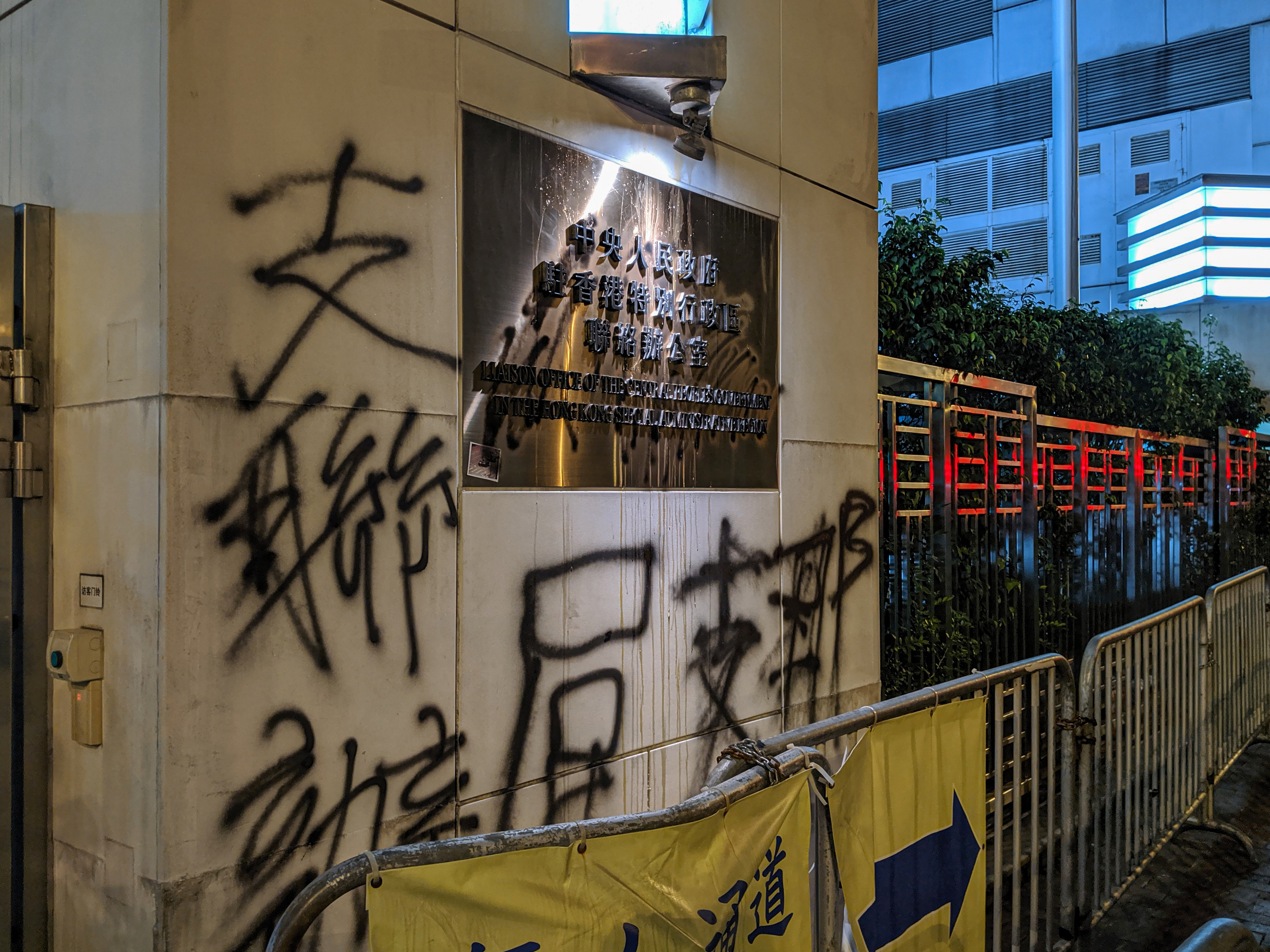
香港中聯辦的外牆和門牌遭到塗污和擲雞蛋

2019年7月21日香港反對逃犯條例修訂草案遊行是民間人權陣線第六次發起的反對修訂《逃犯條例》的大型遊行。按照警方的安排，遊行起點設在維多利亞公園，終點位於盧押道。部分遊行人士超越警方指定路線，直接前往金鐘佔領夏愨道，其後抵達位於西環的香港中聯辦。示威者在中聯辦外牆噴上「屌支那」（粵語的「屌」含侮辱成份）、「支聯辦」、「fk支那」等侮辱歧視性言論，並向中國國徽投擲墨水。

### 元朗襲擊事件

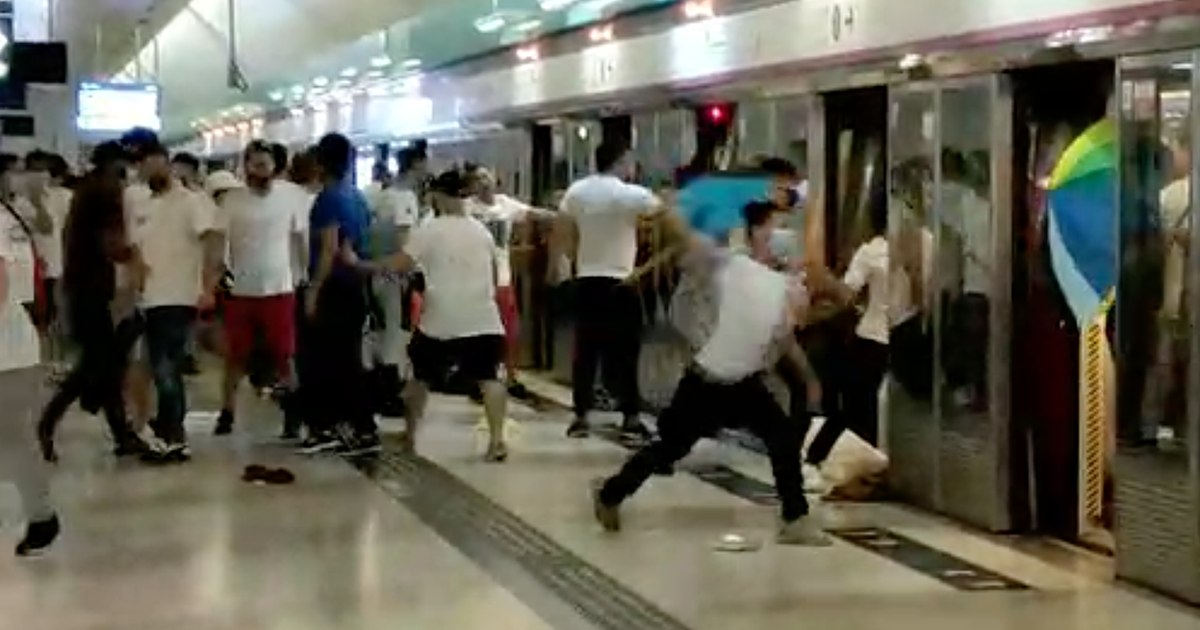
持械白衣人衝入元朗站月台及列車，襲擊乘客。

7月21日晚上亦發生元朗襲擊事件，在元朗站一帶有大批有黑社會及鄉事背景的白衣人士手持武器，襲擊參加港島區遊行後的回程居民、列車乘客、途人及記者，警方在接報後未有積極跟進，市民經歷長達39分鐘的「無警時分」，有消息稱警隊高層及立法會議員何君堯與施襲者私下交流，引起社會廣泛爭議。
由於有揶揄「警黑勾結」，令警隊175年所建立的聲譽一鋪清袋， 警民之間的不信任達到前所未有的極點，仇警情緒也開始浮現。
鑑於7月21日元朗襲擊事件的惡性影響，為求社會盡快恢復安寧，避免進一步破壞香港營商環境，香港總商會發聲明強烈譴責7·21暴力事件，並提出四項建議，其中包括「正式撤回逃犯條例」及「成立獨立調查委員會」。

## 22日
有網民在出席7月21日港島區遊行後，到將軍澳東港城日牛涮涮鍋專門店輪候位置，但懷疑被店員刻意延遲安排座位。日牛涮涮鍋專門店在7月22日發出道歉聲明，表示輪候系統出現故障，職員以人手派籌導致照顧不周，並表示歉意。有網民響應呼籲到日牛涮涮鍋專門店東港城分店聚集，警方亦有派員到場戒備。日牛涮涮鍋專門店在7月23日發出聲明，就之前一日道歉聲明之不足，感到非常抱歉及遺憾，店方歡迎持不同立場的客人到店用餐，並即時關閉東港城分店進行內部整頓至另行通知。

## 26日

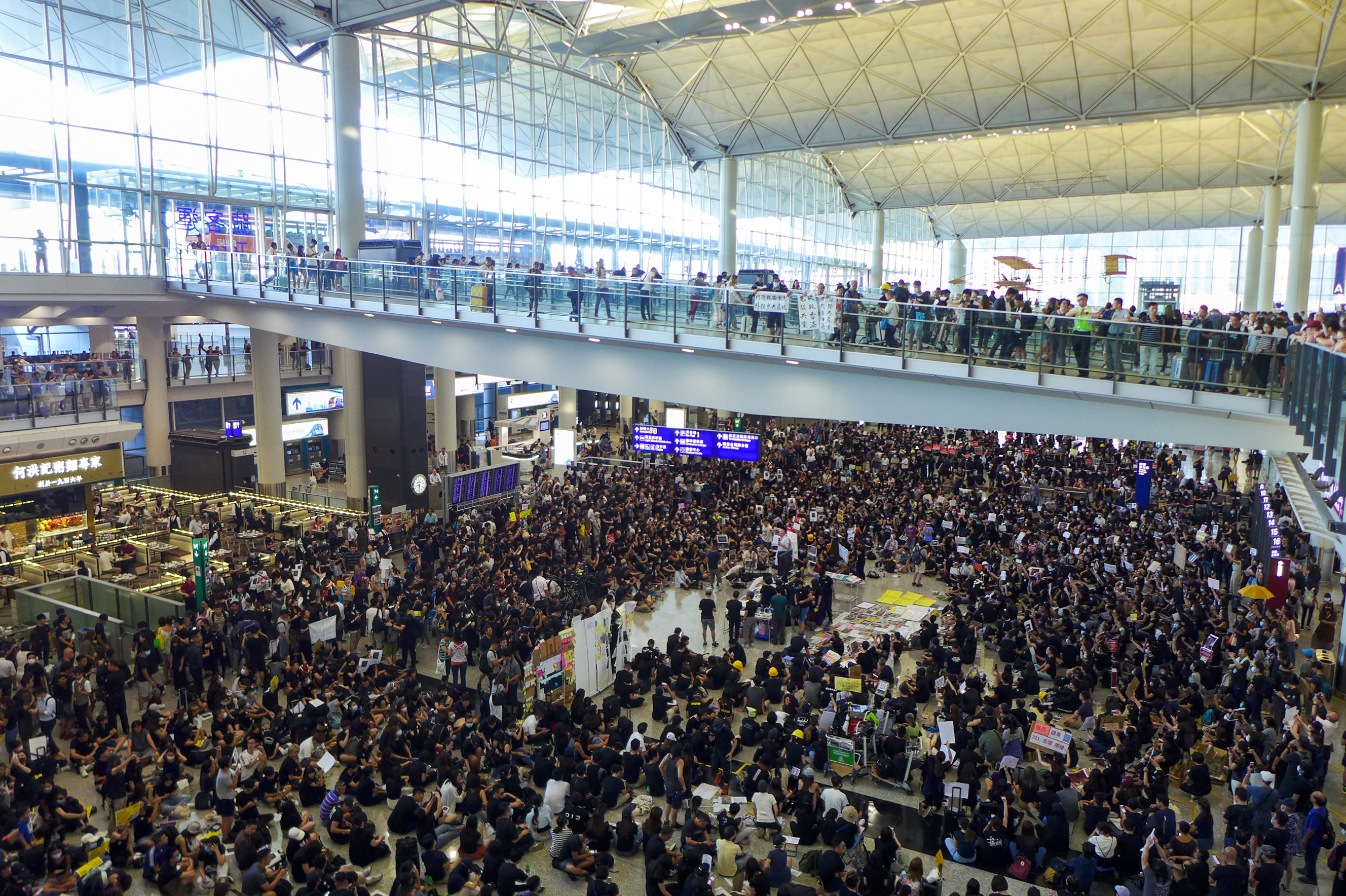
一群「在機場任職的市民」發起在香港國際機場一號客運大樓接機大堂舉行「和你飛」集會，發起人表示最高峰時期有1.5萬人參加

是日有三個集會，當中包括在香港國際機場一號客運大樓接機大堂舉行的「航空業界機場集會」 、伊利沙伯醫院舉行的集會和中大靜坐集會。其中在伊利沙伯醫院集會有超過1500人參與。而香港中文大學醫科生的集會有超過200人參加。

## 27日
光復元朗是在7月27日在元朗的一場反對逃犯條例修訂草案及警黑勾結的活動，抗議有鄉事及黑社會背景的人士在7月21日晚發動元朗襲擊。
由於遊行申請被警方發出反對通知書，民眾轉而參加各種民間活動到元朗「逛街」。原遊行起點為水邊村遊樂場，終點為西鐵元朗站，途經元朗大馬路。有民眾在南邊圍村外聚集，並爆發警民衝突，期間警方發射催淚彈，海棉彈及橡膠子彈，以及使用警棍和胡椒噴霧鎮壓。到晚上，警方派出速龍小隊在元朗站追打站內的市民。事件有多名巿民、記者和社工受傷，亦有民居簷篷和西鐵架空路軌被催淚彈擊中。截至當晚9時，有9名傷者送往博愛醫院治理，其中5人情況嚴重。最後當日有24人受傷，11人被捕。

## 28日

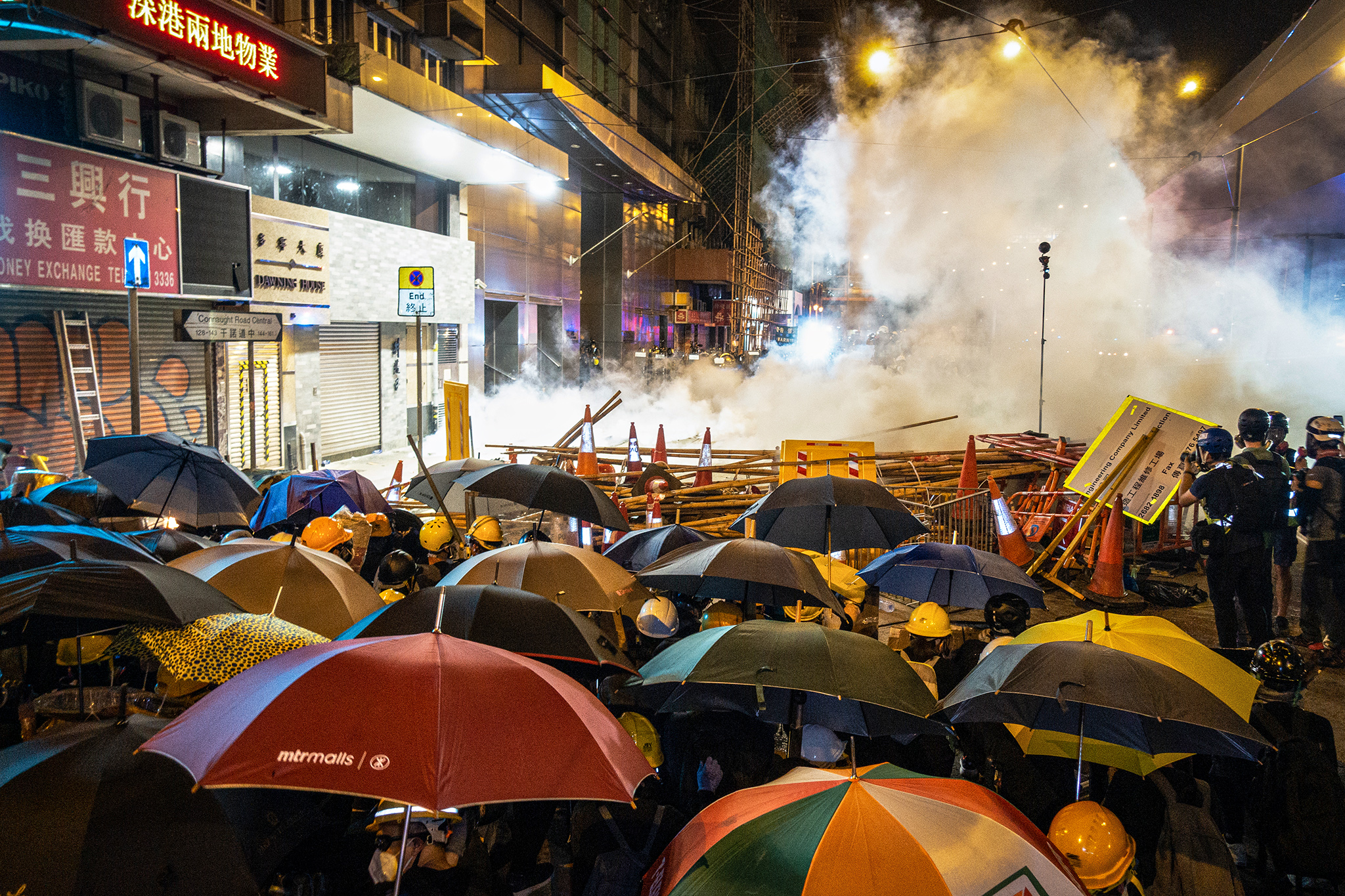
示威者在干諾道中，警方發射大量催淚彈全力驅散示威者

劉頴匡發起遊行，追究7月21日警暴。定遊行路線本為由遮打花園遊行至中山紀念公園。但市民自行走出馬路，同时该游行被發出反對通知書，因此警方視該集會遊行為非法並嚴陣以待。警察亦在多次发出警告后，於晚上7時開始展開掃蕩行動，並與示威者爆發激烈的拉鋸戰，期間發射大量催淚彈、橡膠子彈、海綿彈、胡椒球彈全力驅散示威者，其後有示威者設置障礙物，更多次點燃路上雜物及大廈外牆棚架，甚至點燃手推車上的紙皮雜物將其推向警方防線，同時利用磚頭、弓箭、高處投擲不明液體等方式還擊。速龍小隊亦多次出動，直接制服和拘捕多名示威者，雙方嚴重衝突直到凌晨12時示威者一方逐步散去才平息，並造成16人受傷以及49人被拘捕; 另外，由於警方發射大量催淚彈，導致催淚煙濃度過高，衝突區域附近的居民受影響，使部分居民因此感到不適。

## 30日

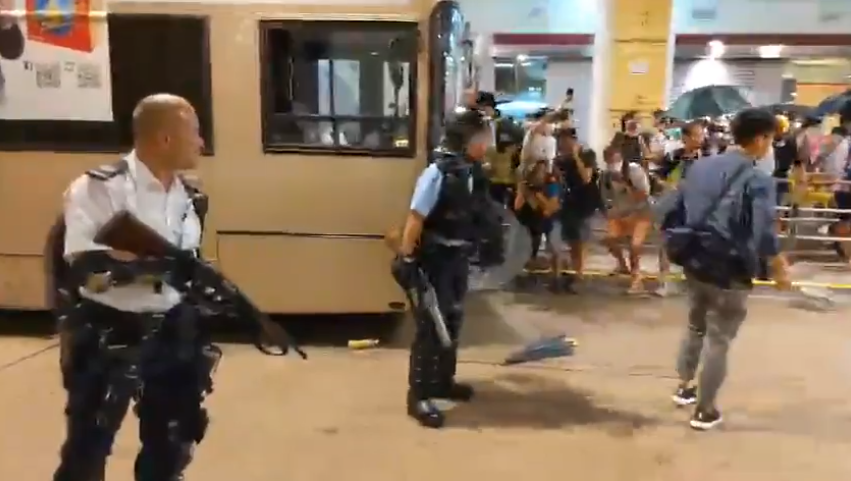
葵涌警署指揮官劉澤基（左方）晚上在葵芳站公共運輸交匯處多番舉起雷明登870霰彈槍指向示威者及記者

因應有44人在7·28港島區衝突中被控暴動罪，觸發一批人士包圍葵涌警署抗議，觸發衝突。衝突範圍一度延伸至葵芳站巴士總站。葵涌警署警署警長劉澤基亦向記者舉起霰彈槍恐嚇示威者。雖沒發射子彈，但警方稱記者「阻差辦公」並要求他們離開，引起新聞界的爭議。直至翌日凌晨近1時，有被捕者辦好保釋手續後離開警署，雙方結束對峙，示威者撤退。

## 31日
警方於7月30日晚上處理天秀路「連儂牆」發生的糾紛，有一名中年漢聲稱被3名青年襲擊。警方到場後拘捕3名稱在「連儂牆」撿垃圾和清潔的年輕人。其中一名被捕人士報稱不適，到醫院治療後獲保釋。隨後大批市民到天水圍警署門外聚集，抗議警方無理拘捕3名青年，要求警方釋放青年人。期間，有一輛私家車向人群發射近10枚煙花，襲擊包圍警署外的人群、警署及天盛商場外牆，引起11人受傷。到8月15日，警方以涉嫌非法燃放煙花爆竹及行使虛假文書拘捕3人。